# آلن هانسن
آلان ديفيد هانسن (بالإنجليزية: Alan Hansen)‏ (ولد في 3 يونيو 1955) هو لاعب كرة قدم اسكتلندي سابق ومحلل برامج كرة قدم على قناة بي بي سي. 

## مسيرته الكروية
لعب آلن هانسن خلال مسيرته الاحترافية مع ناديين في سبعة عشر موسمًا وسجل خلالها 14 هدفًا ضمن 520 مباراة. حيث فاز في موسمين بالكأس وفي ثمانية مواسم بالدوري.
خاض آلن هانسن مسيرته مع نادي بارتيك ثيسل في موسم 1973–74 ليلعب معه أربعة مواسم، مشاركًا في 86 مباراة سجل خلالها 6 أهداف. ثم انتقل إلى نادي ليفربول في موسم 1977–78 ليلعب معه ثلاثة عشر موسمًا، حيث شارك في 434 مباراة سجل خلالها 8 أهداف.

## روابط خارجية
- آلن هانسن على موقع الاتحاد الدولي (مؤرشف)  (الإنجليزية)
- آلن هانسن على موقع الاتحاد الأوربي (الإنجليزية)
- آلن هانسن على موقع الاتحاد الإسكتلندي (الإنجليزية)
- آلن هانسن على موقع قاعدة بيانات كرة القدم.إي يو (الإنجليزية)
- آلن هانسن على موقع ناشيونال فوتبول تيمز (الإنجليزية)